# Willem Verpoeken
Willem Verpoeken (Rozendaal, 14 mei 1820 - Lage Vuursche, 26 maart 1898) was een landschapsschilder.
Zijn ouders waren kunstschilder Hendrik Verpoeken (Amsterdam, 21 maart 1791 - Baarn, 28 april 1869) en Anna Catarina Keil. Willem huwde op 4 april 1902 in Baarn met Aartje van der Laan (1861 - 1935). Hij woonde en werkte in Lage Vuursche.